# Leven na de dood (Freek de Jonge)
Leven na de dood is een lied uit 1997, uitgevoerd door cabaretier Freek de Jonge en muzikant Robert Jan Stips. Het lied, een Nederlandstalige coverversie van een lied van Bob Dylan, maakte deel uit van het theaterprogramma Gemeen goed, en werd in Nederland een van de zomerhits van 1997.

## Achtergrond
Het lied is een bewerking van het nummer Death is not the end van Bob Dylan uit 1983, al kende De Jonge het nummer aanvankelijk enkel als cover door Gavin Friday. De oorspronkelijke tekst - geïnspireerd op de christelijke levensovertuiging van Dylan ten tijde van het schrijven van het nummer - was een boodschap van hoop, dat na het aardse tranendal het eeuwige leven in de hemel volgt. De Nederlandse tekst van De Jonge was volgens De Jonge zelf een ironische kijk op de weg naar het hiernamaals, in de stijl van Gerard Reve. Om het lied toegankelijk te maken voor een breed publiek, hield De Jonge de tekst inhoudelijk relatief eenvoudig.
De Jonge zong het lied voor het eerst in 1989, met een tijdloze tekst, als onderdeel van zijn voorstelling De Volgende, waarin hij zichzelf begeleidde op een orgeltje. In april 1997, bij het maken van opnamen van de voorstelling Gemeen goed, werd het nummer opnieuw gebruikt, en werden er nieuwe coupletten met actuele grappen voor het lied geschreven. Gedurende dat jaar paste De Jonge de tekst van de coupletten meerdere keren aan, zodat ze bleven aansluiten bij de actualiteit. De in de zomer op cd uitgebrachte versie was dan ook een geactualiseerde uitvoering van het lied dat De Jonge tijdens zijn theatershow in het voorjaar zong.
Muzikaal bevat de uitvoering een kleine knipoog naar Marina van de Belg Rocco Granata en drie liedjes van Elvis Presley.

## Ontvangst en impact
Leven na de dood bereikte in de zomer van 1997 de hoogste positie in de Nederlandse Top 40, en werd daarmee een van de zomerhits van dat jaar. Na twee weken werd het weliswaar van de eerste plaats verdreven door Candle in the wind, de ode van Elton John aan de verongelukte Britse prinses Diana, maar bleef het desondanks nog drie weken in de top vijf hangen. In de Mega Top 100 bereikte het nummer als hoogste positie plaats 2.
In de jaren daarna zou De Jonge het lied met enige regelmaat van nieuwe actuele tekst voorzien. Zo bracht hij voor de Belgische markt een versie uit met aangepaste tekst, inspelend op de Belgische actualiteit en cultuur, en gebruikte hij het in 2016 als protestlied tegen de SGP, nadat de lokale fractie van deze politieke partij de subsidie voor Podium Reimerswaal, een theaterlocatie in het Zeeuwse Rilland, had stopgezet. Bij een eerbetoon in 2014 ter gelegenheid van De Jonges 70ste verjaardag werd hij gepersifleerd door cabaretier Remco Veldhuis die als onderdeel van de persiflage enkele nieuwe coupletten voor Leven na de dood had geschreven.

## Tekstfragmenten
In de versie zoals deze in 1997 op CD werd uitgebracht, passeerden onder meer de volgende tekstregels:
- "Eet gerust wat Engels rundvlees bij je groente of op brood" is een verwijzing naar de Gekke-koeienziekte die destijds erg actueel was.

- De regel "Als je weg wilt uit Tirana, neem dan voor de gein de boot" verwijst naar het kapseizen in 1997 van het Albanese schip Kateri i Radës na een aanvaring met de Italiaanse kustwacht, waarbij 83 Albanese bootvluchtelingen omkwamen.

- "Wat kon Seedorf nou gebeuren toen hij van elf meter schoot?" verwijst naar 2 momenten waarbij voetballer Clarence Seedorf op 2 april 1997 vijf minuten voor tijd een strafschop miste tegen Turkije in de kwalificatiewedstrijd voor het WK 1998 waardoor het Nederlands elftal deze wedstrijd met 1-0 verloor. Ook verwijst dit naar zijn gemiste strafschop op het EK'96 tegen Frankrijk.

- "Steek je snikkel zonder rubber in een hetero of een poot" verwijst naar seks zonder voorbehoedsmiddelen, wat vanwege de ziekte aids nog steeds risico's met zich meebrengt. Het woord "poot" is een denigrerende term voor een mannelijke homoseksueel.

- "Volgens mijn vader in de hemel is het alle dagen feest, en mijn vader kan het weten, want die is er geweest" is een verwijzing naar de vader van De Jonge, die predikant was en bij het uitbrengen van het lied inmiddels was overleden.

In de versie zoals deze voor de Belgische markt werd geschreven, stond onder meer de volgende tekst:
- "Of je Vlaming, Belg of Waal bent, Islamiet of Jood" is het begin van de Vlaamse versie die in de erop volgende regels inspeelt op verkiezingen in België: "Stem dus gerust Filip de Winter, geef Jules de Wilde een elleboogstoot".

In zijn oudejaarsconference van 2013 refereerde De Jonge aan een interview met hem in de talkshow Pauw & Witteman, waarin medegast Rita Verdonk hem honend zou hebben gevraagd om een grap te vertellen en De Jonge daarop met zijn mond vol tanden zat, met de volgende tekst:
- "Ik zat laatst in een talkshow, toen me niets te binnen schoot / Er is leven, er is leven na de dood.”

## NPO Radio 2 Top 2000
| Nummer met noteringen in de NPO Radio 2 Top 2000 | '99 | '00-'01 | '02 | '03  | '04  | '05 | '06  | '07  | '08  | '09  | '10  |
| ------------------------------------------------ | --- | ------- | --- | ---- | ---- | --- | ---- | ---- | ---- | ---- | ---- |
| Leven na de dood                                 | 790 | -       | 859 | 1067 | 1034 | 871 | 1141 | 1134 | 1087 | 1465 | 1737 |

1. ↑  Een '-' betekent dat het nummer niet was genoteerd en een vetgedrukt getal geeft de hoogste notering aan.
2. ↑  Deze tabel is bijgewerkt tot en met de meest recente editie (2024).